# Univerzita Hradec Králové

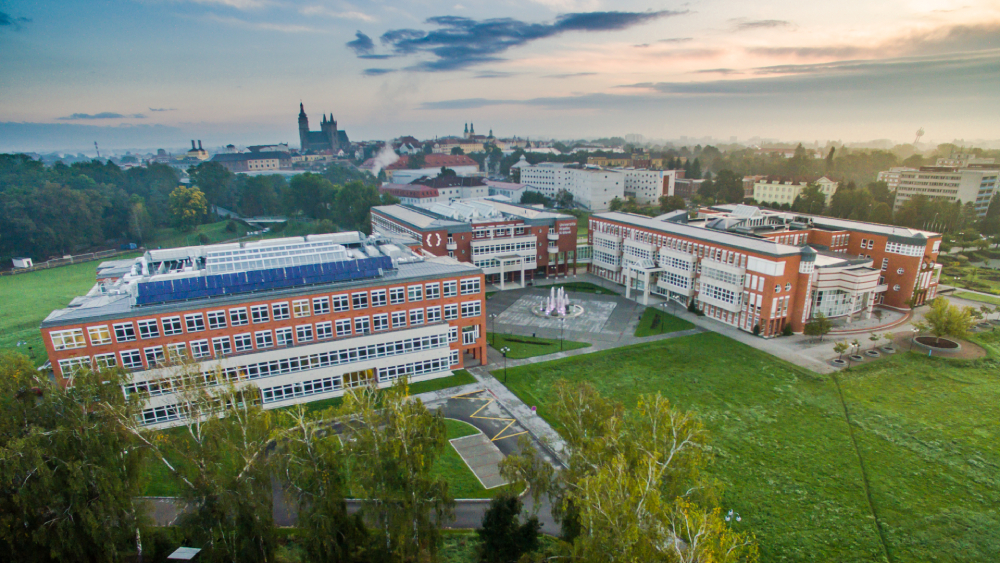
Kampus Na Soutoku

Univerzita Hradec Králové (zkratka UHK, anglicky University of Hradec Králové, latinsky Universitas Reginaegradecensis) je veřejnou vysokou školou univerzitního typu a je jednou z nejvýznamnějších vzdělávacích a výzkumných institucí východočeského regionu. Předchůdcem Univerzity Hradec Králové byl od roku 1959 Pedagogický institut, který byl v roce 1992 přejmenován na Vysoká škola pedagogická v Hradci Králové (VŠP). Jméno Univerzita Hradec Králové instituce nese od roku 2000. Současným rektorem je od roku 2024 docent Jan Kříž.
Univerzita je tvořena čtyřmi fakultami: pedagogickou fakultou, fakultou informatiky a managementu, filozofickou fakultou a přírodovědeckou fakultou.

## Historie

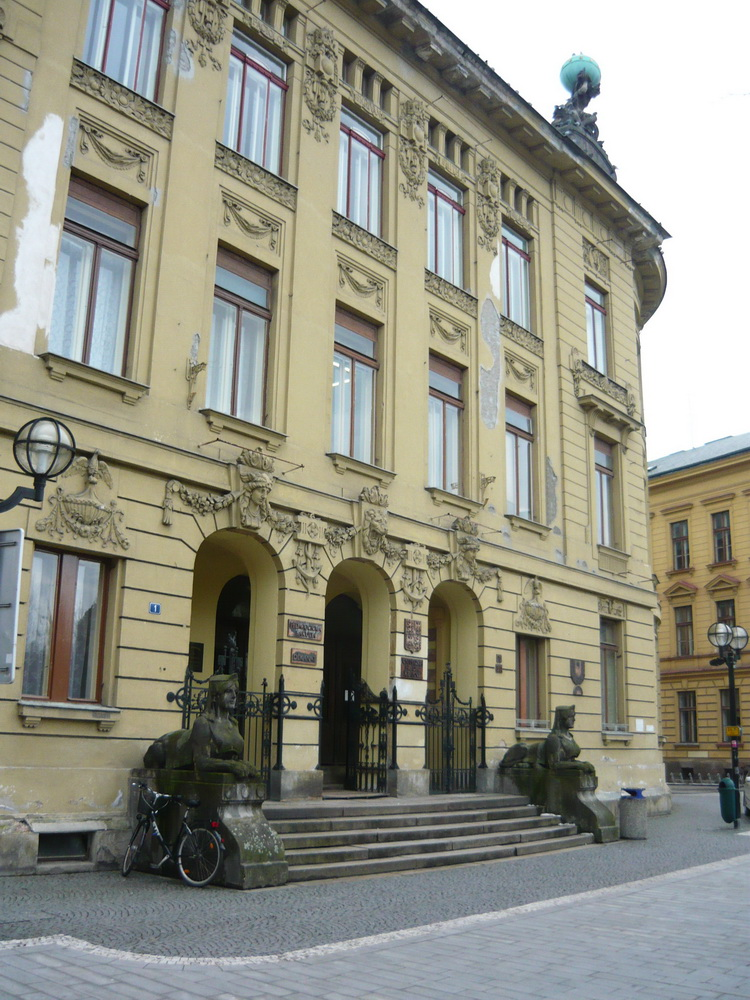
Budova současné Pedagogické fakulty UHK, kde sídlila i její předchůdkyně.

### Pedagogický institut
Příprava budoucích učitelů má v Hradci Králové dlouhou tradici sahající až do roku 1775. Roku 1959 byl založen Pedagogický institut, který připravoval studenty na výuku na obou stupních základní školy. Otevření institutu se zúčastnil za Ministerstvo školství a kultury František Zeman, za Ústřední výbor Komunistické strany Československa byl přítomen Zdeněk Urban. Jeho ředitelem byl jmenován kariérní komunista Karel Angelis.
Institut měl zpočátku čtyři katedry: katedru společenských věd, katedru přírodních věd a polytechnické výchovy, katedru výtvarné, hudební a tělesné výchovy a katedru základů výroby. V roce 1961 bylo již 7 kateder: katedra marxismu-leninismu, pedagogických věd, jazyků a dějin, přírodních věd, výtvarné a hudební výchovy, tělesné výchovy a teorie výroby a pracovního vyučování. V roce 1964 bylo kateder dokonce devět, přibyla katedra matematiky a fyziky a biologie.

### Pedagogická fakulta v Hradci Králové
Zákonem předsednictva Národního shromáždění ze dne 12. srpna 1964, č. 166/1964 Sb., o pedagogických institutech byla zřízena samostatná Pedagogická fakulta v Hradci Králové sloučením Pedagogických institutů v Hradci Králové a Pardubicích. Prvním děkanem se stal dosavadní ředitel královéhradeckého institutu Karel Angelis. Události pražského jara zasáhly škola silně prožívala. V lednu 1968 vyjádřila podporu novému vedení KSČ stranická organizace a v únoru i vědecká rada fakulty. V dubnu téhož roku abdikoval po rozsáhlé kritice dosavadní děkan Angelis a novým děkanem se stal doc. dr. Ing. Josef Kittler CSc..
Po invazi vojsk varšavské smlouvy do Československa reagovala fakulta společným prohlášením s Lékařskou fakultou a krajskými pobočkami Svazu divadelníků a výtvarných umělců, jež bylo určeno jako protest vědcům, učitelům a umělcům celého světa. Zároveň děkan Kittler vydal v novinách Pochodeň své protestní stanovisko proti invazi. Vrcholem se pak stala týdenní okupační stávka na fakultě, přičemž druhá se konala v lednu 1969 během pohřbu Jana Palacha.

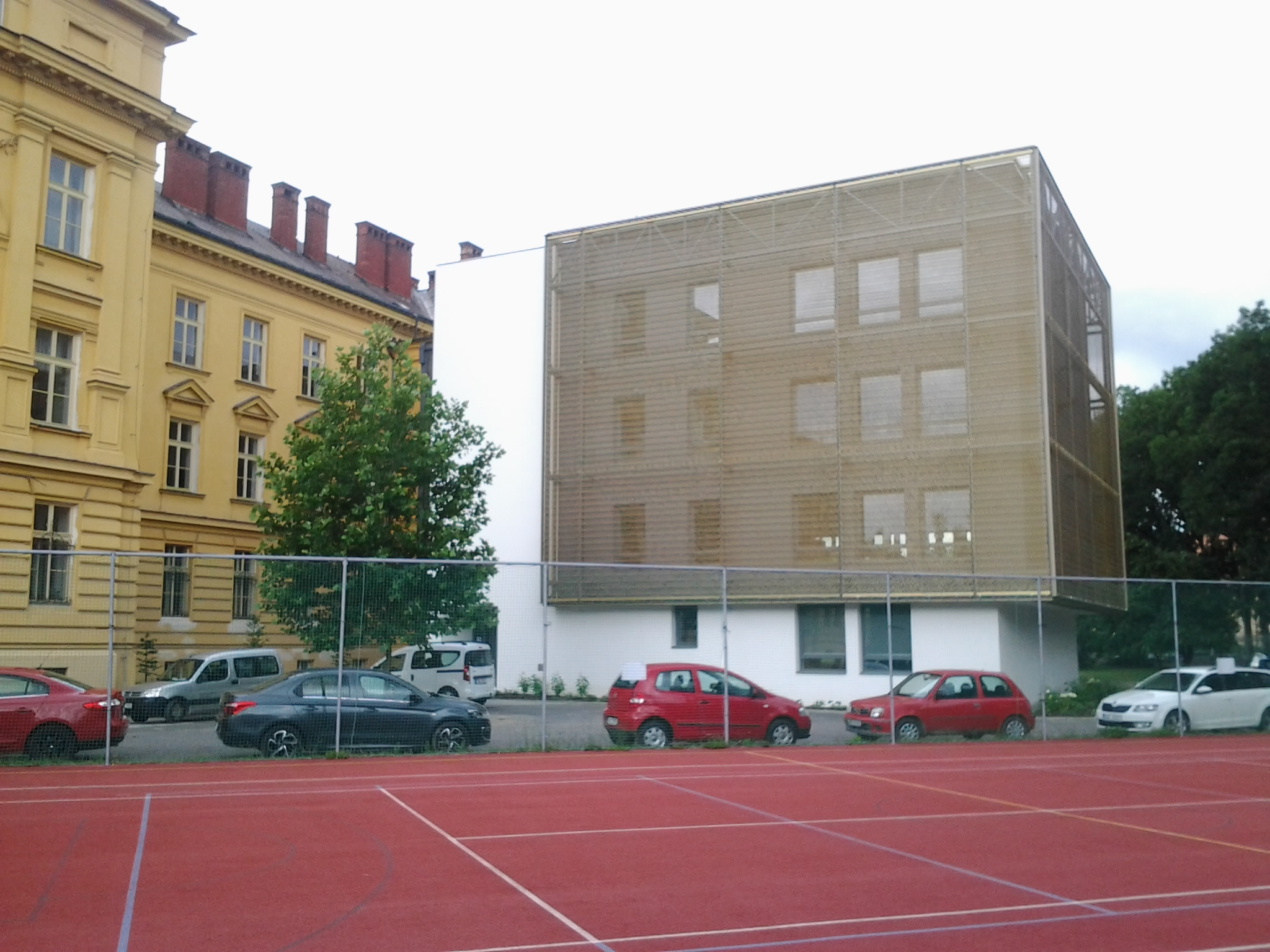
Tzv. Kostka, součást Biskupského gymnázia, kterou získala Pedagogická fakulta v osmdesátých letech

V prosinci 1969 odstoupil po tlaku normalizátorů z děkanské pozice Josef Kittler a na jeho místo se vrátil Karel Angelis, jenž zahájil rozsáhlé prověrky na fakultě. 30. září 1970 však odstoupil z funkce kvůli nabídce pozice náměstka ministra školství. Prověrky trvaly až do roku 1972, kdy na jejich základě muselo 40 pracovníků opustit fakultu. Po doc. Angelisovi nastoupil v únoru 1971 doc. Jaroslav Máslo, který byl však po necelém roce donucen odstoupit kvůli události, kdy jeho syn byl spolu s dalšími třemi studenty zatčen za „hanobení“ státu.
Na počátku sedmdesátých let se začala fakulta rozvíjet. V roce 1969 zde bylo instalováno výpočetní středisko ODRA 1003 a vzniklo zde například výukové pracoviště televize spolupracující s Československou televizí. Za snímek „Rentgenologie srdce“ získali na přehlídce filmů Academia film Olomouc 1976 „hlavní cenu“ v kategorii lékařských věd a cenu Československé televize. V osmdesátých letech získala Pedagogická fakulta část budovy Nového Boromea, tzv. Kostku. Příprava na výuku žáků na všech stupních škol zde začala až po roce 1976 na základě vysokoškolské reformy.
Během sametové revoluce byl na fakultě ustaven vysokoškolský stávkový výbor. Právě z podnětu jeho členů byla vytvořena tzv. papírová zeď na Ulrichově náměstí. V úterý 21. listopadu 1989 byla zahájena studentská okupace kolejí Na Kotli. Po sametové revoluci se na školu vrátili někteří pracovníci ze šedesátých let a škola navázala mnoho zahraničních kontaktů s jinými univerzitami.

### Vysoká škola pedagogická
1. července 1992 ze samostatné pedagogické fakulty vznikla nová vysoká škola s názvem Vysoká škola pedagogická v Hradci Králové, 15. února 1993 přibyla další fakulta, Fakulta řízení a informační technologie, která se roku 2000 přejmenovala na Fakultu informatiky a managementu.

### Univerzita Hradec Králové
1. září 2000 se název celé vysoké školy změnil na Univerzita Hradec Králové. 1. září 2005 zahájila činnost Filozofická fakulta, původně jako Fakulta humanitních studií, a škola se tak stala třífakultní univerzitou. O pět let později, 1. září 2010, po transformaci Pedagogické fakulty vznikla Přírodovědecká fakulta. K 1. lednu 2011 vznikl Ústav sociální práce, nově zaštiťující sociální obory, vyučované dříve na Pedagogické fakultě.
Od roku 2010 zavedla univerzita profesionální jednotný vizuální styl, který ji prezentuje jako moderní a dynamickou instituci (návrh Jiřího Tomana a Michala Kukačky).
Roku 1995 započala stavba nové budovy společné výuky (kampus Na Soutoku) poblíž soutoku Labe s Orlicí. Finanční náklady na tuto stavbu činily 250 milionů Kč a stavba probíhala v letech 1995–1997. V celostátní architektonické soutěži získala budova titul „Stavba roku 1998“. Objekt společné výuky doplnila na jaře roku 2008 dokončená moderní budova s celkovou investicí 360 milionů Kč, ve které sídlí Fakulta informatiky a managementu. Budova Přírodovědecké fakulty UHK byla postavena za rekordních 21 měsíců a její výstavba spolu s vybavením vyšla na 450 milionů Kč, na podzim roku 2016 tak doplnila a uzavřela střed vznikajícího areálu. V roce 2019 byl prostor uvnitř kampusu Na Soutoku slavnostně pojmenován náměstí Václava Havla.
Během pandemie covidu-19 přešla univerzita v akademickém roce 2020/21 na distanční výuku. V následujícím akademickém roce již univerzita přešla na prezenční výuku s opatřeními. V letech 2020–2022 probíhala rekonstrukce budovy Filozofické fakulty za téměř 200 milionů Kč. Fakulta byla dočasně přesunuta na budovu E v ulici Víta Nejedlého. Oprava druhé budovy, kde sídlí Pedagogická fakulta, začala v roce 2022. Děkanát fakulty je prozatím přesunut na již zmíněnou budovu E.
Během války na Ukrajině v roce 2022 univerzita poskytla mimořádné stipendium pro ukrajinské studenty a zároveň přerušila spolupráci s ruskými univerzitami.

## Symboly univerzity
- Rektorské žezlo (podle návrhu MgA. Jana Háska) má tvar lipového květu, v jehož středu je umístěna lesklá zlatá koule. Na vrchu stojí stříbrný hradecký lev. Žezlo bylo darováno univerzitě městem Hradec Králové.
- Statutární znak tvoří ve středu umístěný korunovaný český lev hledící heraldicky doleva a držící v předních tlapách velké „G“ (figura je také součástí znaku města Hradce Králové). V opisu znaku je uveden plný název školy v latinském jazyce.

## Fakulty
V současné době se univerzita skládá ze čtyř fakult:

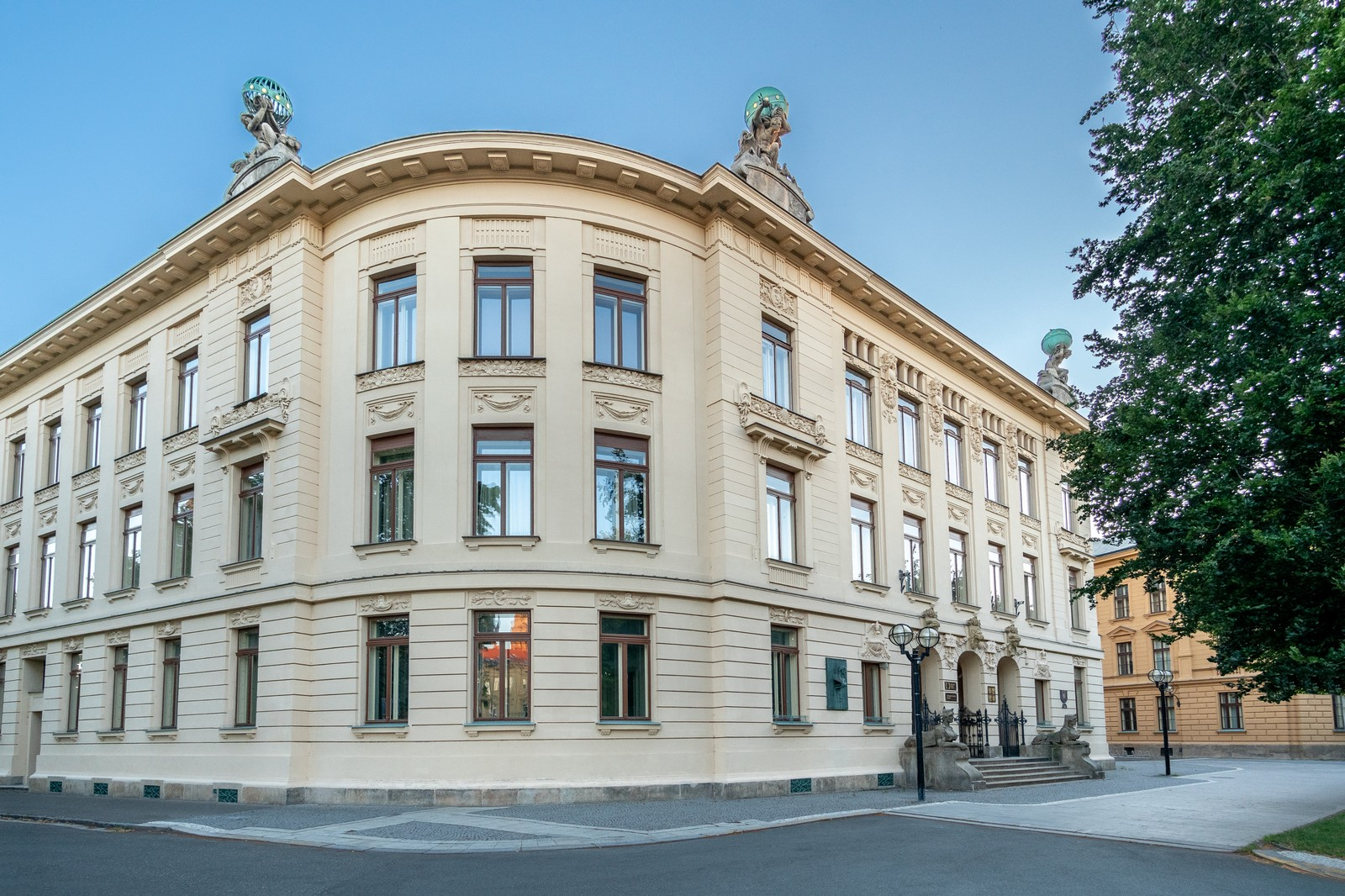
Pedagogická fakulta UHK

### Pedagogická fakulta
Pedagogická fakulta Univerzity Hradec Králové (PdF UHK) je nejstarší součástí Univerzity Hradec Králové, vznikla roku 1964 sloučením pedagogických institutů v Hradci Králové a Pardubicích. Zaměřuje se především na humanitní, pedagogické, sociální, tělovýchovné a další oblasti učitelského i neučitelského studia. Kromě toho jsou součástí studia na fakultě i programy celoživotního vzdělávání, které využívá přes 1700 účastníků. Jejím předchůdcem byl Pedagogický Institut, který byl založen již roku 1959. Na PdF působí kolem 180 akademických pracovníků, kteří vzdělávají okolo 3000 studentů ročně, z nichž cca 600 každý rok úspěšně absolvuje.
Budova fakulty na náměstí Svobody je už od roku 1981 chráněna jako kulturní památka.

Děkankou je PhDr. Nella Mlsová, Ph.D

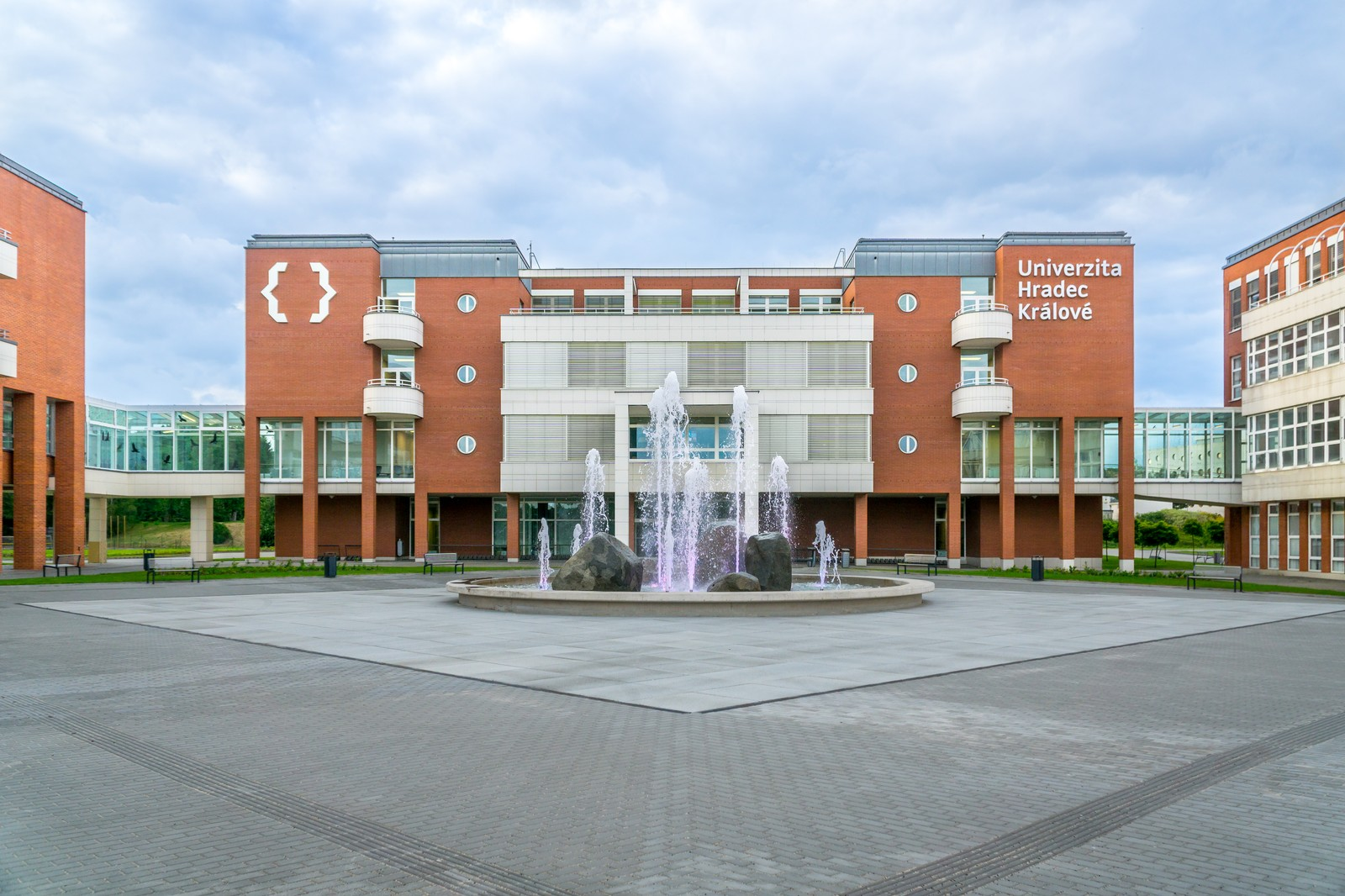
Fakulta informatiky a managementu UHK

### Fakulta informatiky a managementu
Fakulta informatiky a managementu Univerzity Hradec Králové (FIM UHK) vznikla v roce 1993 jako Fakulta řízení a informační technologie a v roce 2000 se transformovala do nynější FIM. Nabízí vzdělání v oborech informatika, ekonomie, management a cestovní ruch. Fakulta zaznamenává velké množství zahraničních výjezdů, až 25 % absolventů má zkušenost se studiem v cizině. V roce 2020 má fakulta okolo 1500 studentů a až 50 % studijních programů v cizím jazyce, v nichž studuje až 250 zahraničních studentů. Od roku 2008 sídlí v kampusu Na Soutoku.
Děkankou je prof. Ing. Mgr. Petra Marešová, MBA, Ph.D.

### Filozofická fakulta

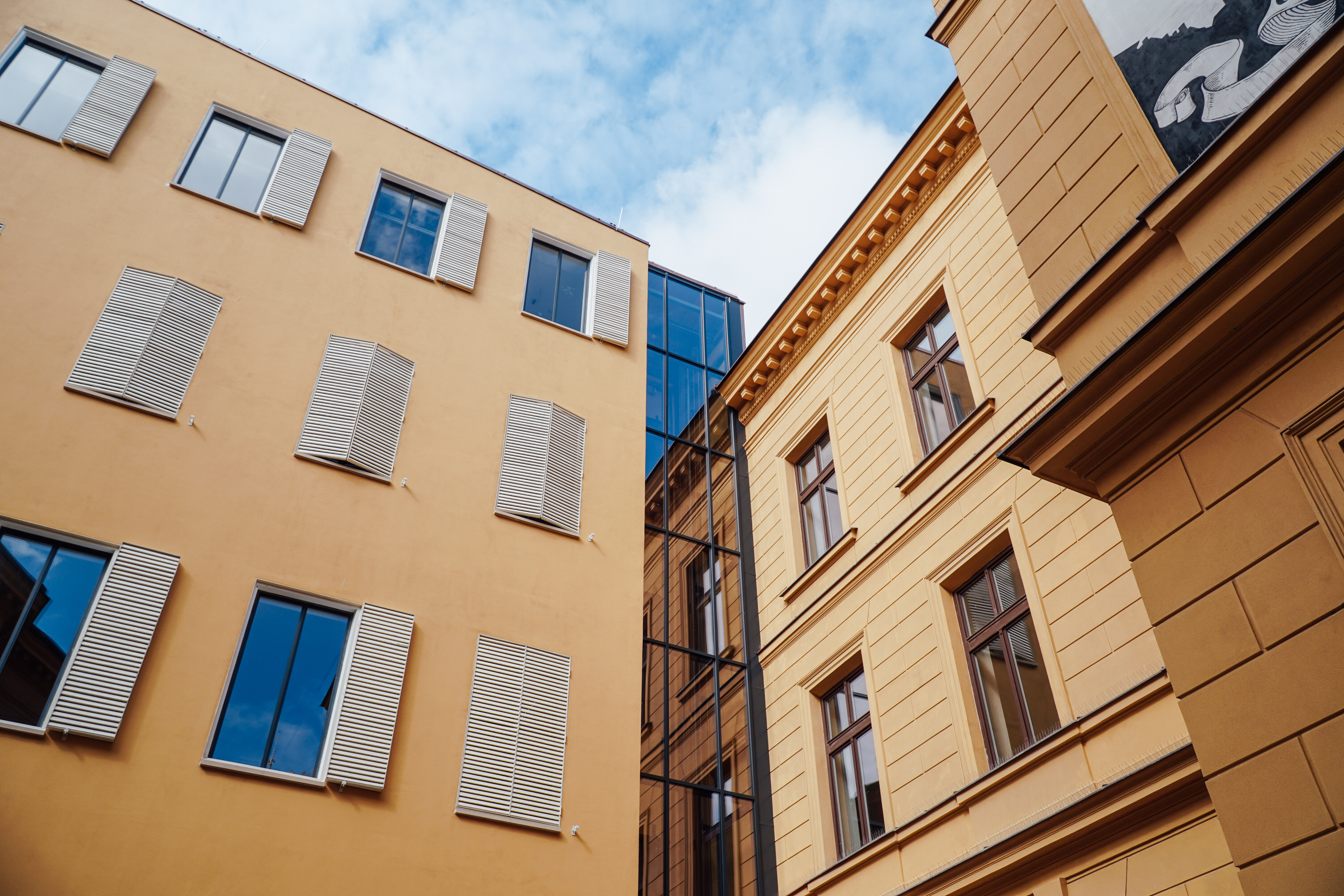
Filozofická fakulta UHK

Filozofická fakulta Univerzity Hradec Králové (FF UHK) doplnila 2 stávající fakulty v roce 2005, tehdy s původním názvem Fakulta humanitních studií. Hlavním posláním FF je zajišťovat vzdělání v oblastech náležejících do tradičního zaměření fakult filozofického směru (historie, archivnictví, politologie, archeologie, filozofie a sociologie). Od akademického roku 2017/2018 je součástí FF UHK i Ústav sociální práce. V současné době na fakultě studuje okolo 1000 studentů. Budova se nachází na náměstí Svobody vedle Pedagogické fakulty.
Děkanem je Mgr. Jan Prouza, Ph.D

### Přírodovědecká fakulta

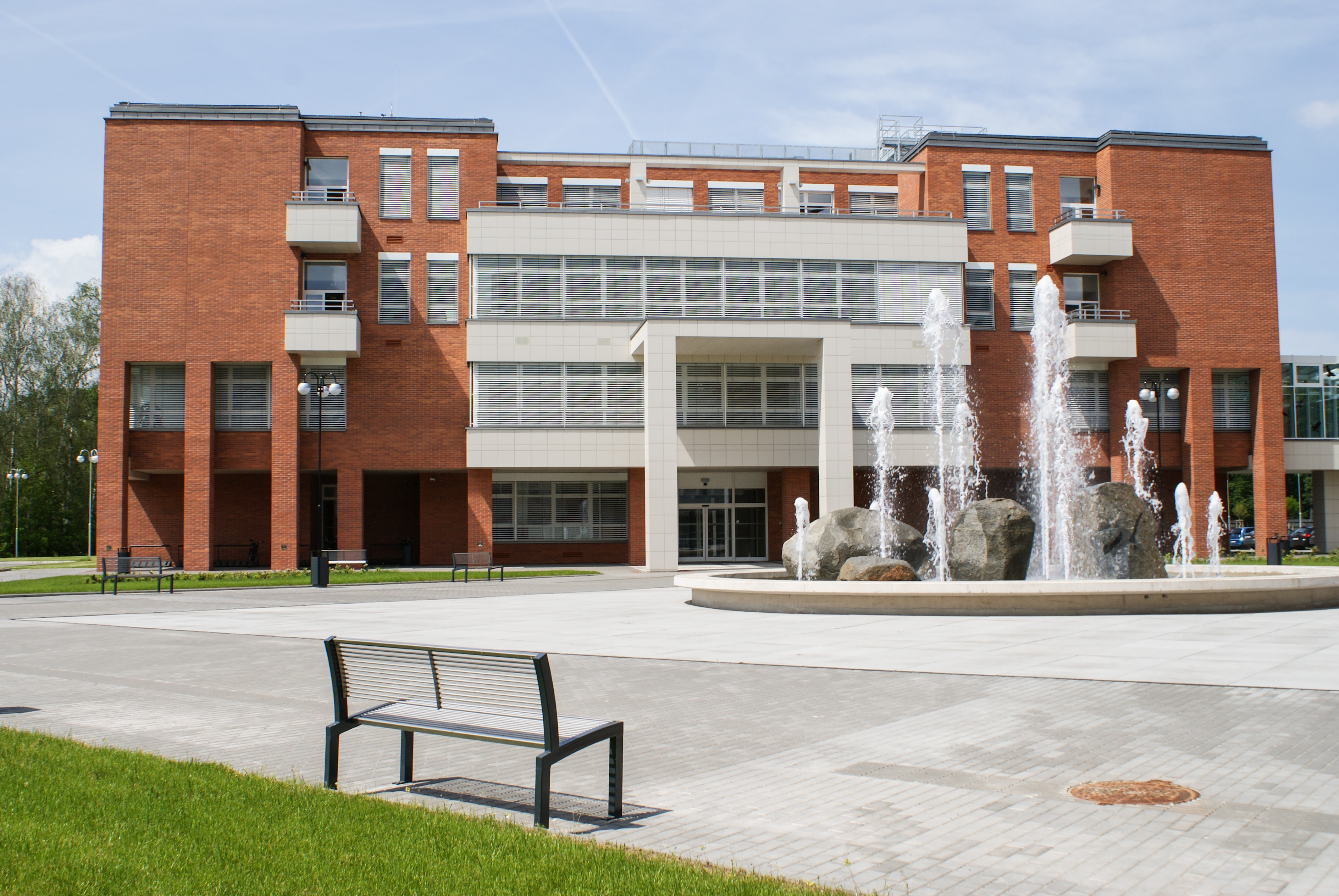
Přírodovědecká fakulta UHK

Přírodovědecká fakulta Univerzity Hradec Králové (PřF) je čtvrtou a nejmladší fakultou Univerzity Hradec Králové, která vznikla v roce 2010. Moderně vybavená budova poskytuje vzdělání 650 studentům v oblastech přírodních věd, ekologie, toxikologie nebo učitelství. V současné době jsou zaměstnanci i studenti fakulty zapojeni do 20 prestižních vědecko-výzkumných národních i mezinárodních projektů. V roce 2017 se slavnostně otevřela budova S, která doplňuje kampus Na Soutoku.
Děkankou je RNDr. Alena Myslivcová Fučíková, Ph.D. 

## Studentské spolky
Na univerzitě se nachází množství studentských spolků, které se snaží podporovat studentský život na univerzitě. Nachází se zde například Akademický filmový klub, který zajišťuje promítání filmů pro studenty v prostorech BioCentral či Studentská unie, organizující sportovní akce, workshopy a přednášky. Dále zde působí:
- ESN Hradec Králové (pobočka organizace Erasmus Student Network)
- Hradecká studentská sekce České archivní společnosti (při KPVHA FF UHK, součást České archivní společnosti)
- Otevřeno Hradec Králové (součást organizace Otevřeno)
- Politologický klub UHK (při Katedře politologie FF UHK)
- První kroky na FIM
- Sešlost
- SH1UK (při Katedře sociologie FF UHK)
- Skrz naskrz (celouniverzitní studentský časopis)
- Studentský historický klub UHK (při Historickém ústavu FF UHK)
- Studentský klub Salaš (spolek katolických studentů)
- Studentský klub ÚSP (pod Ústavem sociální práce)
- Studentský klub archeologie UHK (při Katedře archeologie FF UHK)
- Studentský klub Libomudravna (při Katedře filosofie a společenských věd FF UHK)

## Čestné doktoráty
Univerzita Hradec Králové také uděluje čestné doktoráty. Jejich držiteli jsou:
- Viktor Fischl, český, židovský a izraelský básník, prozaik, překladatel a publicista.
- Karel Otčenášek, český katolický biskup, lingvista a esperantista
- 2004 – Adolf Melezinek, rakousko-český elektroinženýr, zakladatel inženýrské pedagogiky a autor odborných středoškolských učebnic z oboru elektrotechniky, radiotechniky a teorie vzdělávání.[18]
- 2006 – František Šmahel, český historik a vysokoškolský pedagog[19]
- 2006 – Milan Myška, český historik a profesor[20]
- 2012 – Petr Piťha, český katolický kněz, bohemista, lingvista, pedagog a ministr školství v první vládě Václava Klause.[21]
- 2013 – Dominik Duka, český kardinál a bývalý biskup královéhradecký a arcibiskup pražský (za pomoc při navázání vědecké spolupráce univerzity s vysokými školami v latinskoamerickém regionu).[22]
- 2015 – Zdeněk Svěrák
- 2018 – Jan Petrof, výrobce pian[23]
- 2022 – Marek Eben, moderátor, herec a skladatel[24]

## Další části univerzity
- Univerzitní knihovna UHK
- Nakladatelství Gaudeamus
- Vysokoškolské koleje
- Celoživotní vzdělávání
- Informačně-poradenské a karierní centrum UHK
- Augustin – Středisko podpory pro studenty se specifickými potřebami